# Istoria automobilului electric

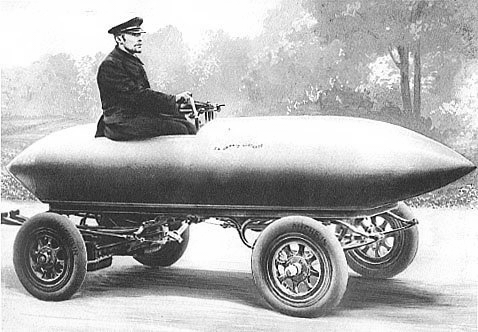
Camille Jenatzy în automobilul său electric La Jamais Contente, 1899

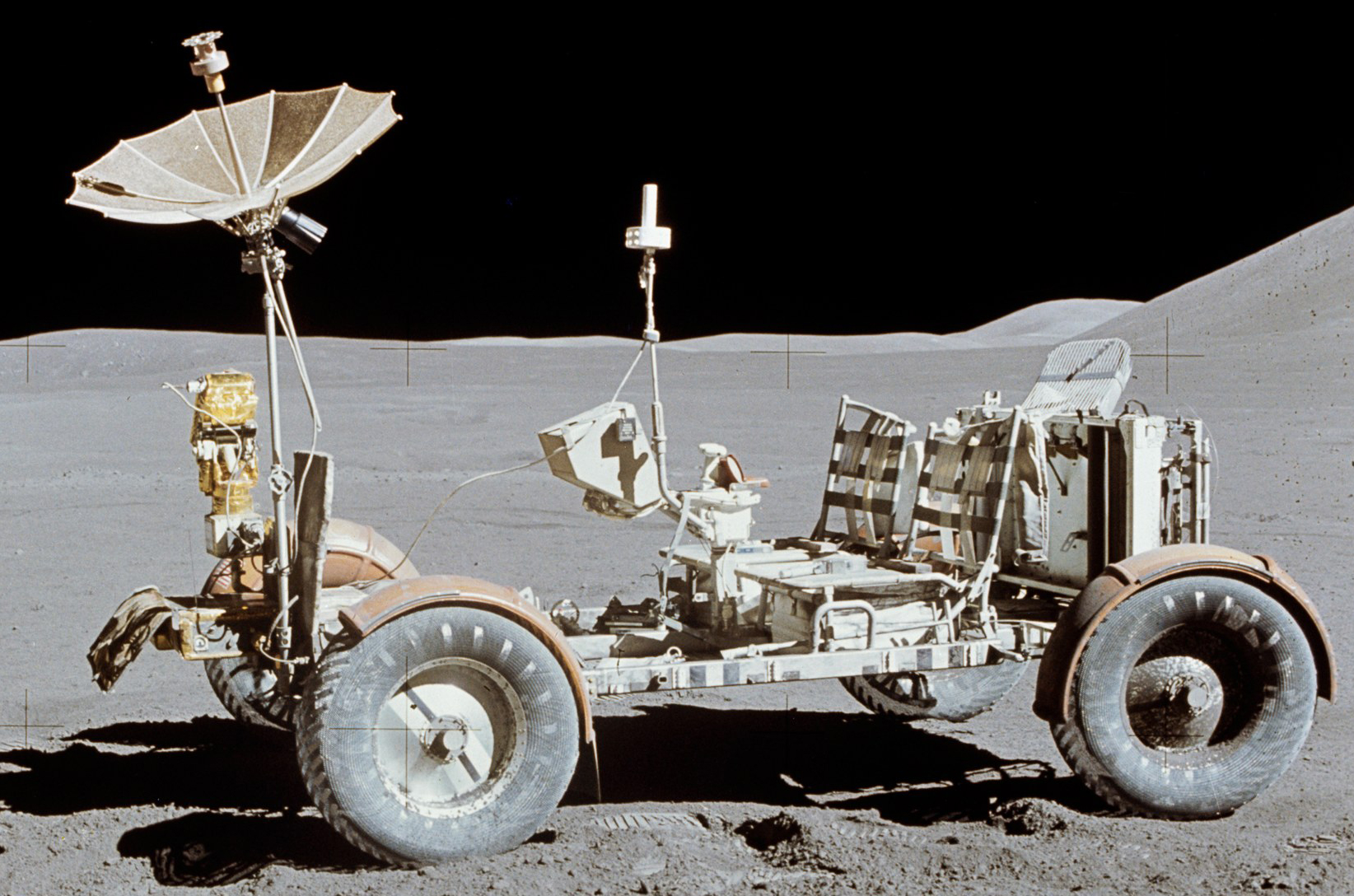
Lunar Roving Vehicle

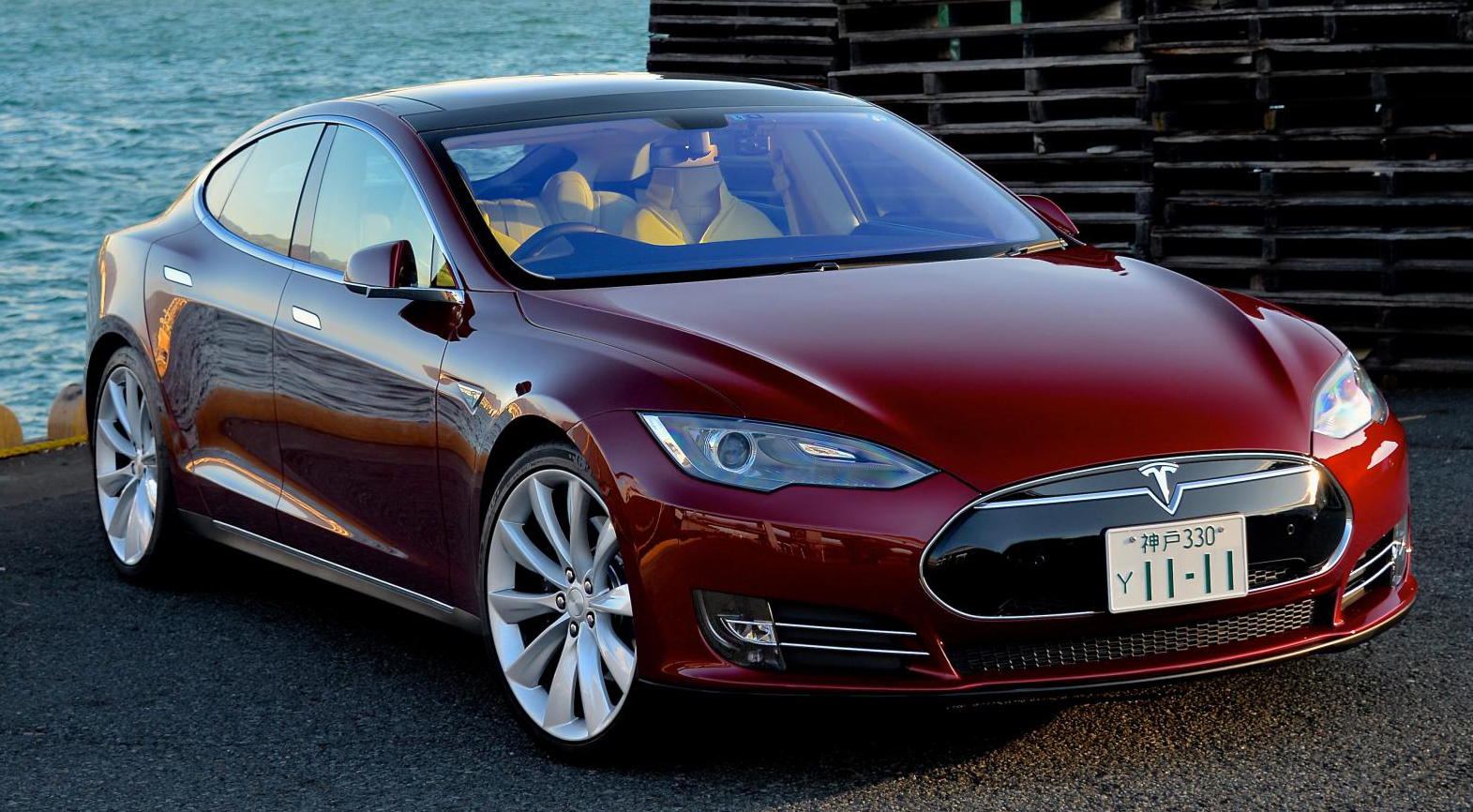
Tesla Model S

Istoria automobilului electric este o parte importantă a istoriei automobilului. La începutul secolului XX, un vehicul electric stabilea recordul de viteză terestru. Istoria automobilului electric este strâns legată de cea a electricității și a bateriilor și acumulatorilor.
În 1828, maghiarul Ányos Jedlik realizează un model primitiv de motor electric și o dată cu acesta și un vehicul propulsat electric.
În 1834, fierarul american Thomas Davenport, inventatorul motorului de curent continuu, realizează un vehicul propulsat de acest motor care se deplasa pe un ghidaj circular înzestrat cu conductori electrici de alimentare.
În 1835, olandezii Sibrandus Stratingh și Christopher Becker realizează un automobil electric în miniatură, acționat de baterii nereîncărcabile.
În 1838, scoțianul Robert Davidson construiește o locomotivă electrică ce atinge 6 km/h.
Între anii 1832 și 1839, compatriotul său, Robert Anderson realizează un vehicul electric acționat de baterii nereîncărcabile.
În 1899, belgianul Camille Jenatzy depășește 100 km/h cu un vehicul electric denumit Jamais Contente, de formă aerodinamică asemănătoare unui obuz.

## RENAȘTEREA VEHICULELOR ELECTRICE - ANII '90 ȘI ÎNCEPUTUL SECOLULUI XXI
Vehiculele electrice au revenit în centrul atenției în anii '90, odată cu preocupările tot mai mari legate de mediu și creșterea prețului petrolului. Toyota a lansat primul model Prius în 1997, un hibrid care combina un motor cu ardere internă cu un motor electric. Aceasta a deschis calea pentru dezvoltarea unor vehicule electrice mai avansate, iar în 2008, Tesla a lansat Modelul S, un vehicul complet electric cu o autonomie semnificativă.
Astăzi, vehiculele electrice au atins un nivel de dezvoltare remarcabil. Există o varietate de modele și mărci pe piață, de la compacte urbane până la SUV-uri de lux, toate alimentate exclusiv de motoare electrice. Bateriile au evoluat semnificativ, oferind o autonomie mai mare și timp de încărcare mai scurt. În plus, infrastructura de încărcare a crescut semnificativ, cu stații de încărcare rapide pe scară largă.

## VIITORUL VEHICULELOR ELECTRICE
Cu schimbările climatice și degradarea mediului în continuă creștere, vehiculele electrice reprezintă o soluție importantă pentru reducerea emisiilor de carbon. În următorii ani, ne putem aștepta la o continuă creștere a popularității acestor vehicule, împreună cu inovații tehnologice care vor îmbunătăți eficiența și autonomia bateriilor.
Totodată, vehiculele electrice vor avea un impact semnificativ asupra infrastructurii și rețelei de distribuție de energie electrică, deoarece vor necesita o încărcare mai intensivă și extinsă. Acest lucru va implica investiții majore în rețelele de distribuție a energiei electrice și dezvoltarea de surse de energie regenerabilă.
În concluzie, evoluția vehiculelor electrice de la primul vehicul electric construit până în prezent a fost una impresionantă. De la primele experimente pionere până la modelele avansate de astăzi, industria vehiculelor electrice a parcurs un drum lung. Cu impactul tot mai mare al schimbărilor climatice și preocupările privind mediul, vehiculele electrice reprezintă viitorul mobilității durabile.